# تسریه (بایینا باشتا)
تسریه (به صربی: Cerje) یک روستا در صربستان است که در بایینا باشتا واقع شده‌است. تسریه ۱۶۸ نفر جمعیت دارد.